# روزي كلارك
روزي كلارك (بالإنجليزية: Rosie Clarke) هي منافسة ألعاب القوى بريطانية، ولدت في 17 نوفمبر 1991 في Pembury ‏ في المملكة المتحدة.

## وصلات خارجية
- روزي كلارك على موقع الاتحاد الدولي لألعاب القوى (الإنجليزية)
- روزي كلارك على موقع الدوري الماسي (الإنجليزية)